# Baseball Stars: Be a Champ!
Baseball Stars: Be a Champ! est un jeu vidéo de sport de baseball développé et commercialisé par SNK en 1989 sur borne d'arcade PlayChoice-10.